# Palais Gottifredo
Le Palais Gottifredo (en Italien, Palazzo Gottifredo et en Alatri connu comme Les Grandes Maisons) est l'un des plus importants édifices médiévaux civils de la région du Latium, dans la ville d'Alatri. Il se trouve au croisement de trois rues qui, au cours de la période de sa construction, ont été les principales rues d’Alatri: la première, du nord, venant de la porte des murs de la ville dédiée à Saint-Pierre; la seconde, de l'ouest, vient de l'antique rue Saint-François, qui passe par la porte du même nom; la troisième de la porte Saint-Nicolas, à l'est.
La majesté du palais et la morphologie particulière des espaces intérieurs, certains d'entre eux d'une forte importance architecturale, suggèrent que le Cardinal Goffredo da Alatri, qui a ordonné sa construction, a voulu plusieurs fonctions : défense, gouvernement et divertissement. 
Sa plus ancienne partie, qui correspond à la tour face à l'intersection des trois rues, abrite depuis 1996 le musée de la ville.

## La conception et la construction de l'immeuble
L'ensemble du monument a une partie centrale légèrement incurvée afin de suivre la ligne de la rue sur laquelle se trouve la porte principale avec un arc en ogive et moulage double et deux tours, l'une sur le carrefour et l'autre sur le côté opposé. 
La construction du palais doit avoir duré plusieurs années, selon toute probabilité, dans les années 1250. Surement, nous savons que, en 1229, Gottifredo était déjà Canonique de la cathédrale d’Alatri et en 1286, un an avant sa mort, fut nommé Podesta de la ville. 

### La construction
La première tour sur le carrefour est de style roman et antérieure au reste du bâtiment et suit le modèle de la maison-tour  médiévale. 
La maison a un porche intérieur et était une structure multifonctionnelle avec des petites fenêtres pour la défense et des grandes fenêtres géminées pour les salles et les pièces d'habitation. Au rez-de-chaussée, il y avait les écuries et les magasins ; au premier étage, la maison du cardinal ; au troisième étage une grande salle de réunion couverte par un toit soutenu par trois imposantes voûtes en pierres typiques de l'architecture gothique
Le bâtiment, entièrement entourée de maisons plus basses, avec peu de fenêtres donne une idée de force et de beauté soulignée par la pierre calcaire finement lissée.

### Du gouvernement de Gottifredo au tremblement de terre de 1349
Le Palais Gottifredo représentait le centre de la vie politique locale et était un symbole de stabilité. Sa fonctionnalité et magnificence n'a pas duré longtemps. La mort de Gottifredo est suivie dès 1296 par une série ininterrompue de violence. Un demi-siècle plus tard, le fort tremblement de terre qui a secoué cette partie de l'Italie provoque l'effondrement de la partie centrale du palais causé des mauvaises proportions des grands arcs du toit. Les arcs en ogive à l'étage supérieur s'effondrent sur les étages inférieurs. 
Plus tard, une cour est réalisée à la place de la salle à l'étage supérieur et deux bâtiments sont reconstruits.

### Dès l'âge de déclin de la ville au dix-huitième siècle
La municipalité d’Alatri atteint sa plus grande splendeur sous Gottifredo ; après lui, le déclin de la ville commence : ce sont des années de soumission complète à la papauté qui limite l'autonomie de la ville sans garantir sa sécurité. Probablement, le palais continue d'être la résidence des Podestas mais il est certain que les interventions ultérieures, en raison des autres tremblements de terre de 1654 et 1703, sont modestes. 
En 1700, un palais plus petit, avec une structure autonome qui utilise l'entrée principale du Palais, est construit ; l'intérieur de la deuxième tour est remodelé et a changé les étages à différentes hauteurs. Quelques fenêtres de la façade de l'immeuble sont également modifiées.

### La reconstruction récente de la grande salle et du toit

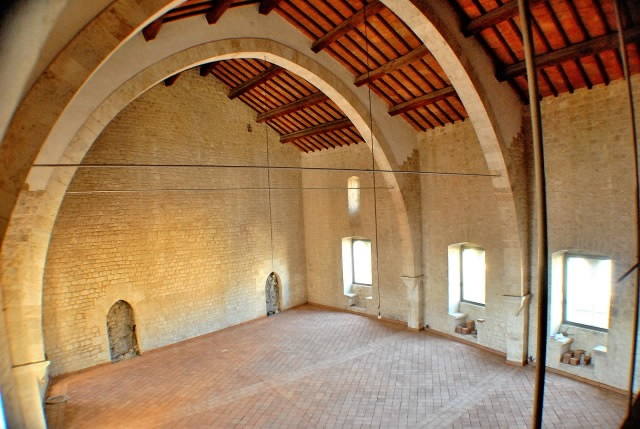
La grande salle avec des arcs gothiques, reconstruite en 2010.

Le dernier siècle est marqué par des interventions sporadiques, dont les plus importantes se sont produites entre 1920 et 1930. 
À partir de 2006 commence la restauration de l'édifice par les architectes Giovanni Fontana et Alfredo Spalvieri qui reprennent les projets d'Enrico Pavone. Fontana et Spalvieri veulent garder la partie du XVIIIe siècle du bâtiment. Leur projet maintient le palais avec toutes les interventions les plus importantes réalisées au cours des siècles mais impose la structure de l'arc original. 
Après plus de 650 ans, le dernier étage est entièrement reconstruit, tandis que les arcs de niveau intermédiaire sont laissés afin de maintenir les interventions du XVIIIe siècle. 
La visite du palais permet de relire l'ensemble du cycle historique et de comprendre pleinement le plan originel.

## L'intérieur
Certaines chambres au rez-de-chaussée qui, à l'origine, étaient des écuries, sont maintenant des petites boutiques. Le Palais Gottifredo est essentiellement divisé en deux parties, aujourd'hui distinctes : l'une est la maison-tour accessible par Corso Cavour, qui fait partie des biens municipaux et comprend le musée ; l'autre est la partie restante et plus grande de la construction, avec le grand portail sur Via Emanuele Lisi. 
L'immeuble, détenu par diverses propriétaires, comprend la tour intérieure, le palais du XVIIIe siècle et le corps central comprenant la grande salle gothique et ses arcs en ogive.

### Le musée
Le musée se compose d'une section épigraphique et une section démo-anthropologique. 

### Les appartements du dix-huitième siècle
Ils sont actuellement en cours de restauration. Ils ont des grands plafonds à caissons et fresques du XVIIIe siècle.